# Ellery Cairo
Ellery Cairo (Rotterdam, 3 augustus 1978) is een voormalig Nederlands profvoetballer en speelde voornamelijk als vleugelspeler. Als voetballer stond hij onder contract bij onder meer Feyenoord, SBV Excelsior, FC Twente, SC Freiburg, Hertha BSC, Coventry City, NAC Breda, Heracles Almelo en AGOVV. Met Feyenoord club won hij in 1999 het landskampioenschap. Tegenwoordig is Cairo fitnesstrainer en fysiektrainer bij FC Twente.

## Carrière

### Clubvoetbal
De geboren Rotterdammer werd halverwege de jaren 90 beschouwd als een van de grootste talenten van de jeugdopleiding van Feyenoord, en maakte al in het seizoen 1994-1995, op zestienjarige leeftijd, zijn debuut als invaller in een thuiswedstrijd tegen PSV. In de daaropvolgende twee seizoenen wist hij echter niet te overtuigen, en in 1997 werd hij voor twee seizoenen verhuurd aan satellietclub Excelsior, dat een divisie lager speelde. Bij de Kralingers verdiende Cairo een basisplaats, en in de kampioensjaargang 1998-1999 werd hij tijdens de winterstop weer naar Feyenoord gehaald. Twee seizoenen en 29 wedstrijden later vertrok de aanvaller naar FC Twente.
In Enschede beleefde de Rotterdammer drie sterke seizoenen, waarin hij uitblonk door zijn uithoudingsvermogen en voorzetten. In 2001 won Cairo met FC Twente de KNVB beker. Zijn prestaties resulteerden in interesse vanuit het buitenland, en in 2004 maakte hij de overstap naar het Duitse SC Freiburg, dat op dat moment in de 1. Bundesliga uitkwam. In Duitsland wist Cairo echter niet zijn oude niveau te behalen, mede vanwege het feit dat hij in eerste instantie in de spits werd neergezet. De rechtsbuiten belandde al gauw op de bank, en had daarnaast problemen met de Duitse taal. Pas nadat de toenmalige trainer, Volker Finke, het elftal radicaal omgooide en hem weer op de rechterflank posteerde bloeide Cairo weer op. Hij stond in de aandacht van diverse grote ploegen, en in 2005 tekende hij een contract bij subtopper Hertha BSC uit de hoofdstad Berlijn.
De aanvaller kende een goede start bij de Alte Dame, hetgeen hem een uitverkiezing voor het Nederlands elftal opleverde. Op 12 november 2005 zag hij vanaf de bank van de Amsterdam ArenA Oranje met 3-1 verliezen van Italië. Het zou gelijk de laatste maal zijn dat hij werd geselecteerd; desondanks beschouwt de aanvaller de wedstrijd als een hoogtepunt in zijn carrière. Zijn goede spel aan het begin van het seizoen kreeg echter geen gevolg, en Cairo verloor zijn basisplaats, mede vanwege het feit dat de club in toenemende mate de nadruk legde op spelers uit de eigen jeugdopleiding. Speelde hij in het eerste seizoen nog 18 wedstrijden, waarin hij eenmaal scoorde, in de jaargang 2006-2007 kwam de Rotterdammer slechts tot 11 wedstrijden. Toen zijn contract aan het eind van dat seizoen afliep toonden enkele Nederlandse clubs interesse, maar de aanvaller koos opnieuw voor een buitenlands avontuur en tekende bij het Engelse Coventry City, dat in het Football League Championship uitkwam.

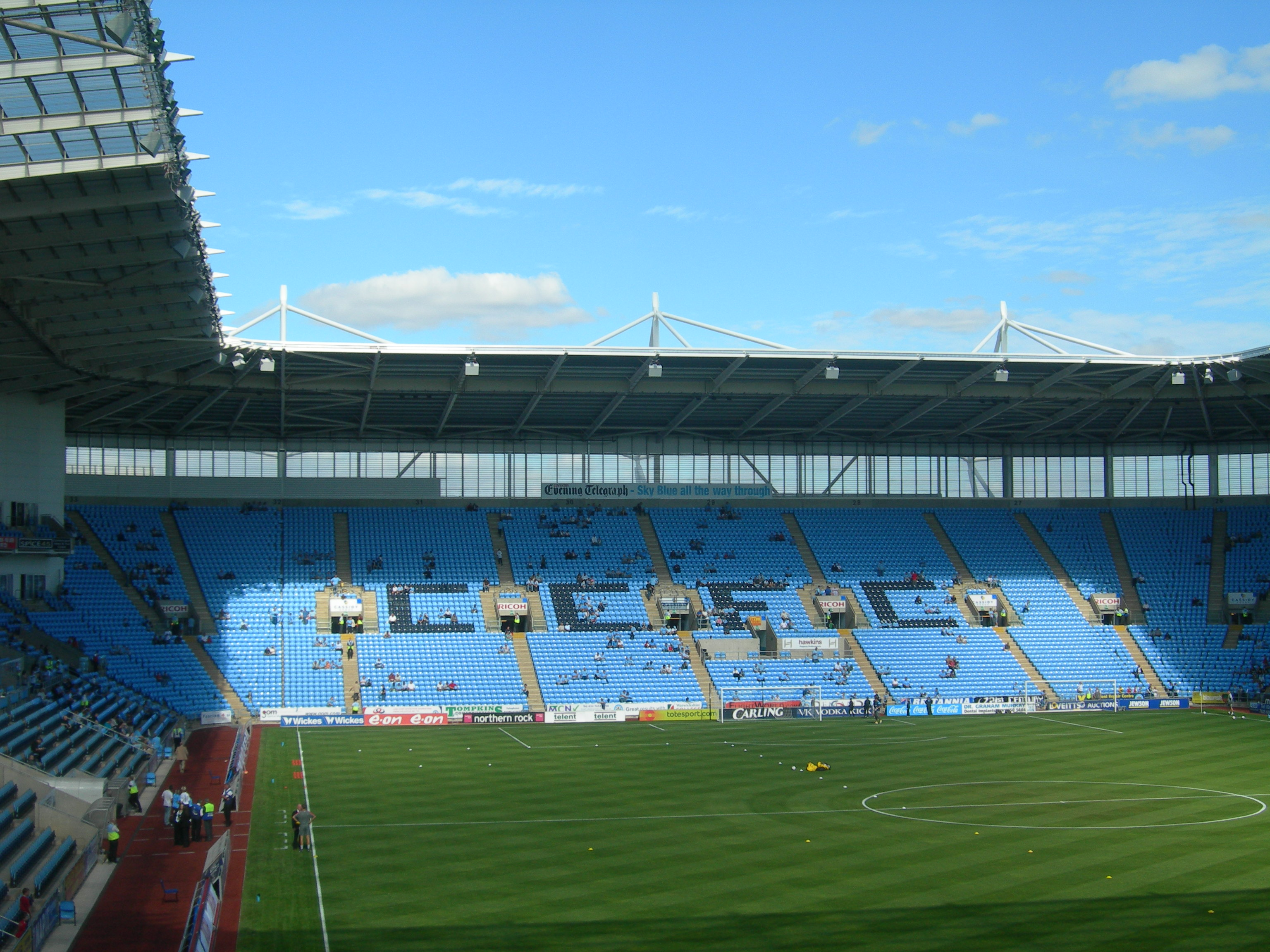
De Ricoh Arena in Coventry, waar Cairo een ongelukkige tijd beleefde

Zijn tijd in Coventry bleek echter niet wat Cairo ervan verwacht had. De oorspronkelijke intentie van toenmalig trainer Iain Dowie om verzorgd voetbal te spelen werd al na enkele wedstrijden overboord gegooid voor het klassieke Engelse kick and rush-voetbal, waarin de Rotterdammer niet uit de verf kwam. Daarnaast had hij communicatieproblemen met de oefenmeester, die halverwege het seizoen plaats moest maken voor Chris Coleman. Deze maakte echter geen wijzigingen in de basisopstelling, waardoor Cairo opnieuw op de bank moest plaatsnemen. In totaal zou hij dat seizoen slechts zeven wedstrijden spelen, waarna de club hem toestemming gaf een nieuwe club te zoeken. Diverse clubs waren geïnteresseerd, maar NAC Breda was als enige concreet en bood hem, nadat hij had meegespeeld in een vriendschappelijke wedstrijd tegen amateurclub VV Dosko, een contract aan. Nadat hij de medische keuring met goed gevolg had afgelegd tekende de aanvaller voor twee jaar bij de Brabantse ploeg, waarmee NAC Breda de zevende club uit zijn loopbaan werd. Na twee seizoenen bij NAC Breda, waarin hij, vaak als invaller, bijna vijftig wedstrijden speelde, werd zijn aflopende contract niet meer verlengd. Als clubloze speler kon Cairo ook buiten de reguliere transfermarkt nog bij elke club aan de bak, waardoor hij in september 2010 een contract mocht tekenen bij Heracles Almelo. In 2011 tekende hij bij AGOVV. Na één seizoen vertrok hij naar DETO. Daar raakte hij in zijn eerste wedstrijd zwaar geblesseerd en beëindigde zijn spelersloopbaan.

## Interlandvoetbal
Cairo doorliep alle Nederlandse vertegenwoordigende jeugdelftallen. Hij nam deel aan het Europees kampioenschap voetbal onder 21 - 2000. In november 2005 zat Cairo onder bondscoach Marco van Basten eenmalig op de bank bij het Nederlands voetbalelftal tijdens een vriendschappelijke wedstrijd tegen Italië. Hij zou niet debuteren en werd daarna niet meer geselecteerd.

## Erelijst
Feyenoord
- Nederlands landskampioen

1999
- KNVB beker

1995
- Johan Cruijff Schaal

1999
 FC Twente
- KNVB beker

2001